# Rejon woskriesieński
Rejon woskriesieński (ros. Воскресенский район) – jednostka terytorialna w Rosji w obwodzie moskiewskim, położony 60–100 km na południowy wschód od Moskwy. Graniczy z rejonami obwodu moskiewskiego: ramieńskim, oriechowo-zujewskim, jegorjewskim, kołomieńskim i stupińskim. Centrum administracyjne - miasto Woskriesiensk.  

## Geografia
Powierzchnia rejonu wynosi 810,9 km². W 2003 roku liczył 150 tys. mieszkańców. 
Od 2006 roku w jego skład wchodzi 6 jednostek organizacyjnych: 4 osiedla miejskie i 2 wiejskie.
- osiedle miejskie biełooziorskie, centrum Biełooziorskij
- osiedle miejskie woskriesieńskie, centrum Woskriesiensk
- osiedle miejskie chorłowskie, centrum Chorłowo
- osiedle miejskie im. Ciurupy
- osiedle wiejskie fiedińskie, centrum Fiedińskoje
- osiedle wiejskie aszitkowskie, centrum Aszitkowskoje